# Adolfo Franci
Adolfo Franci est un journaliste et un scénariste italien né le 27 novembre 1895 à Florence (Italie) et mort le 31 janvier 1954 à Rome (Italie).

## Biographie
Journaliste, il a collaboré notamment à La Fiera Letteraria (it) et au Corriere della Sera. Il a été aussi traducteur d'œuvres de Julien Benda, André Gide, Jean Cocteau, entre autres.

## Filmographie
- 1942 : Un garibaldien au couvent de Vittorio De Sica
- 1943 : Nos rêves de Vittorio Cottafavi
- 1943 : Gian Burrasca (it) de Sergio Tofano
- 1944 : Les enfants nous regardent de Vittorio De Sica
- 1945 : La Porte du ciel de Vittorio De Sica
- 1945 : L'ippocampo (it) de Gian Paolo Rosmino
- 1946 : Il marito povero de Gaetano Amata
- 1946 : Sciuscià de Vittorio De Sica
- 1947 : Eleonora Duse de Filippo Walter Ratti
- 1948 : Le Voleur de bicyclette de Vittorio De Sica
- 1948 : Cuore de Duilio Coletti et Vittorio De Sica
- 1951 : Miracle à Milan de Vittorio De Sica
- 1953 : La cavallina storna (it) de Giulio Morelli

## Nominations
- Oscars du cinéma 1948 : Nomination pour l'Oscar du meilleur scénario original (Sciuscià)